# Changhe Aircraft Industries
Changhe Aircraft Industries Group Co. Ltd. (auch Changhe Aircraft Industries Corporation, CAIC, chinesisch 昌河飞机工业集团有限责任公司) ist ein chinesischer Hubschrauberhersteller und dient als Lieferant für die Chinesische Armee. Das Unternehmen wurde 1969 als Staatsunternehmen gegründet und dient als Vertragspartner der Volksbefreiungsarmee der Volksrepublik China.
Der Hauptsitz des Unternehmens befindet sich in der bezirksfreien Stadt Jingdezhen, Jiangxi.
Changhe Aircraft beschäftigt 4300 Mitarbeiter an zwei Standorten von 1,29 Mio. und 0,22 Mio. Quadratmetern mit der Entwicklung und Fertigung.
Die Firma unterhält mit dem Joint Venture Jiangxi Changhe-Agusta Helicopter Co., Ltd. Kontakte zu AgustaWestland und der Sikorsky Aircraft Corporation.
Zudem war Changhe Aircraft das von der Regierung der Volksrepublik China beauftragte Unternehmen zum Schutz der Olympischen Sommerspiele 2008 in Peking. Dabei brachte das Unternehmen seine Telekommunikationstechnologien, militärisch ausgerüstete Pkw und militärische Helikopter zum Einsatz.

## Hubschrauber

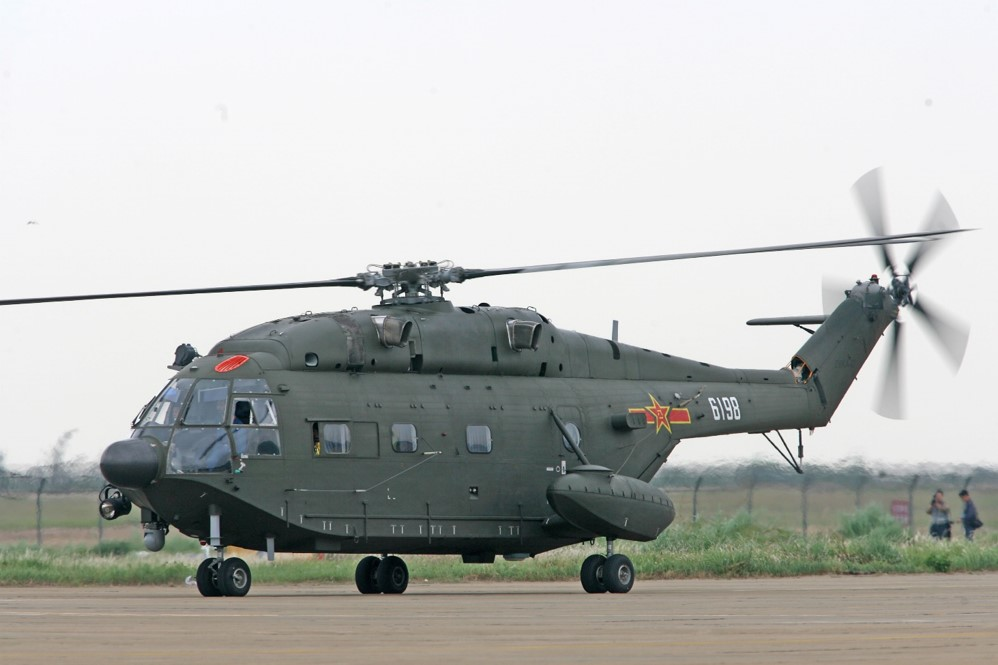
Z-8 der PLAAF (2021)

Militärischer Hubschrauber
- Changhe Z-8[Fn. 1]
- Changhe Z-8JH[Fn. 1]
- Changhe Z-10
- Changhe Z-11[Fn. 1]
- Changhe Z-18 / Z-8G[Fn. 2]